# Potzdam infanterigevär modell 1723
Potzdam infanterigevär m/1723 eller M1723/M1740, var det första enhetsvapnet inom den preussiska hären. Den var rivalen till den franska Charleville-musköten (1717) och brittiska Brown Bess (1722) och senare Spaniens muskötmodell 1752.

## Ursprunget till namnet
Potsdam, utanför Berlin, hade varit Fredrik den store av Preussens sommaresidens samt staden där musköten tillverkades, därav namnet.Efter att Fredrik den store kröntes år 1740, beställde han den då rådande preussiska musköten; en framställning från 1723, för sin här. Potzdam-musköten allaredan hade gjort sig ett namn genom att vara det första tysktillverkade enhetsvapnet, och 1740-varianten befäste Pozdam än mer som huvudarsenal för Tyskland. Musköterna var i vida bruk av preussarna samt fotfolk från andra tyska furstendömen under 1700-talet. Brittisklejda hessiska trupper samt trupper från andra tyska furstendömen i de upproriska tretton brittiska besittningarna i Nordamerika använde musköterna mot rebeller.
Fasten m1723/m1740 så småningom gav vika för Potzdam infanterigevär modell 1809, användes den ännu av preussiska soldater vid slaget vid Waterloo 1815 och bortanför.